# Easton's Bible Dictionary
Easton's Bible Dictionary é o Illustrated Bible Dictionary, 3.ª Edição ("Dicionário Ilustrado da Bíblia"), de Matthew George Easton, M.A., D.D. (1823-1894), publicado em 1897 (três anos após a morte do autor) por Thomas Nelson. Apesar de seu nome, muitos dos verbetes do Easton's são de natureza enciclopédica, embora também existam verbetes curtos, à maneira de dicionários.
O Easton's Bible Dictionary contém um total aproximadamente 4.000 verbetes relacionados à Bíblia a partir de um ponto de vista cristão do século XIX. Alguns de seus verbetes são considerados desatualizados,[carece de fontes?] porém boa parte ainda consiste de material útil como fonte.[carece de fontes?]